# Delridge
Delridge is een stadsdistrict van Seattle, Washington. Het stadsdistrict telde 34.904 inwoners in 2010, waarvan 17.040 mannen en 17.864 vrouwen.